# Distrikt Moho
Der Distrikt Moho liegt in der Provinz Moho in der Region Puno in Südost-Peru. Der Distrikt wurde im Jahr 1825 gegründet. Er besitzt eine Fläche von 504 km². Beim Zensus 2017 wurden 11.877 Einwohner gezählt. Im Jahr 1993 betrug die Einwohnerzahl 20.120, im Jahr 2007 17.042. Sitz der Provinz- und Distriktverwaltung ist die 3841 m hoch gelegene Kleinstadt Moho mit 2360 Einwohnern (Stand 2017). Moho befindet sich 78 km nordöstlich der Regionshauptstadt Puno.

## Geographische Lage
Der Distrikt Moho liegt am Nordostufer des Titicacasees. Er erstreckt sich über etwa die halbe Fläche der Provinz Moho. Der Río Huaycho (auch Río Ninantaya), ein Zufluss des Titicacasees, durchquert den Ostteil des Distrikts, entwässert diesen und überquert später die Grenze nach Bolivien.
Der Distrikt Moho grenzt im Norden an die Distrikte Vilque Chico und Rosaspata (beide in der Provinz Huancané), im Nordosten an den Distrikt Huayrapata, im Südosten an die Municipios Humanata und Puerto Acosta (beide in Bolivien) sowie im östlichen Süden an die Distrikte Tilali und Conima.

## Ortschaften
Im Distrikt gibt es neben dem Hauptort folgende größere Ortschaften:
- Jipata
- Llaulli
- Ninantaya (375 Einwohner)
- Occopampa (243 Einwohner)
- Quellahuyo Pomaoca (271 Einwohner)